# Кървави елфи (Warcraft)
Кървавите елфи са една от расите населяващи измисления свят, в който се развива действието от поредицата Warcraft, създадена от компанията Blizzard Entertainment.
Кървавите елфи са висши елфи които като бивш Алианс се местят на Източните Кралства. Там строят своя град в местността на Лордаерон, но не след дълго се местят на север където след много години търсене намират земи които приличат на техния дом. Те основали ново кралство Кел’Талас насред селищата на тролите от Зул'Аман Империята. Водили битки в които елфите побеждавали и за тяхно спокоиствие те построили бариера от рунически камъни.
Столицата им била наречена Силвър Муун и около четири хиляди години елфите се грижели мирно за народа си.
Кървавите елфи говорят както Оркски така и Талазиан.
Техните способности са:
Arcane Torrent – възвръща мана, енергия или рунна сила и спира правенето на магии на враговете за кратко време,
Magic Resistance – Намалява шанса да ви ударят с магия(2%),
Начален опит от 10 в Омагьосничеството(професия)
Кървавите елфи имат шест класи: Магьосник, Крадец, Паладин, Ловец, Свещеник и Вещер